# Gastronomía de Camerún

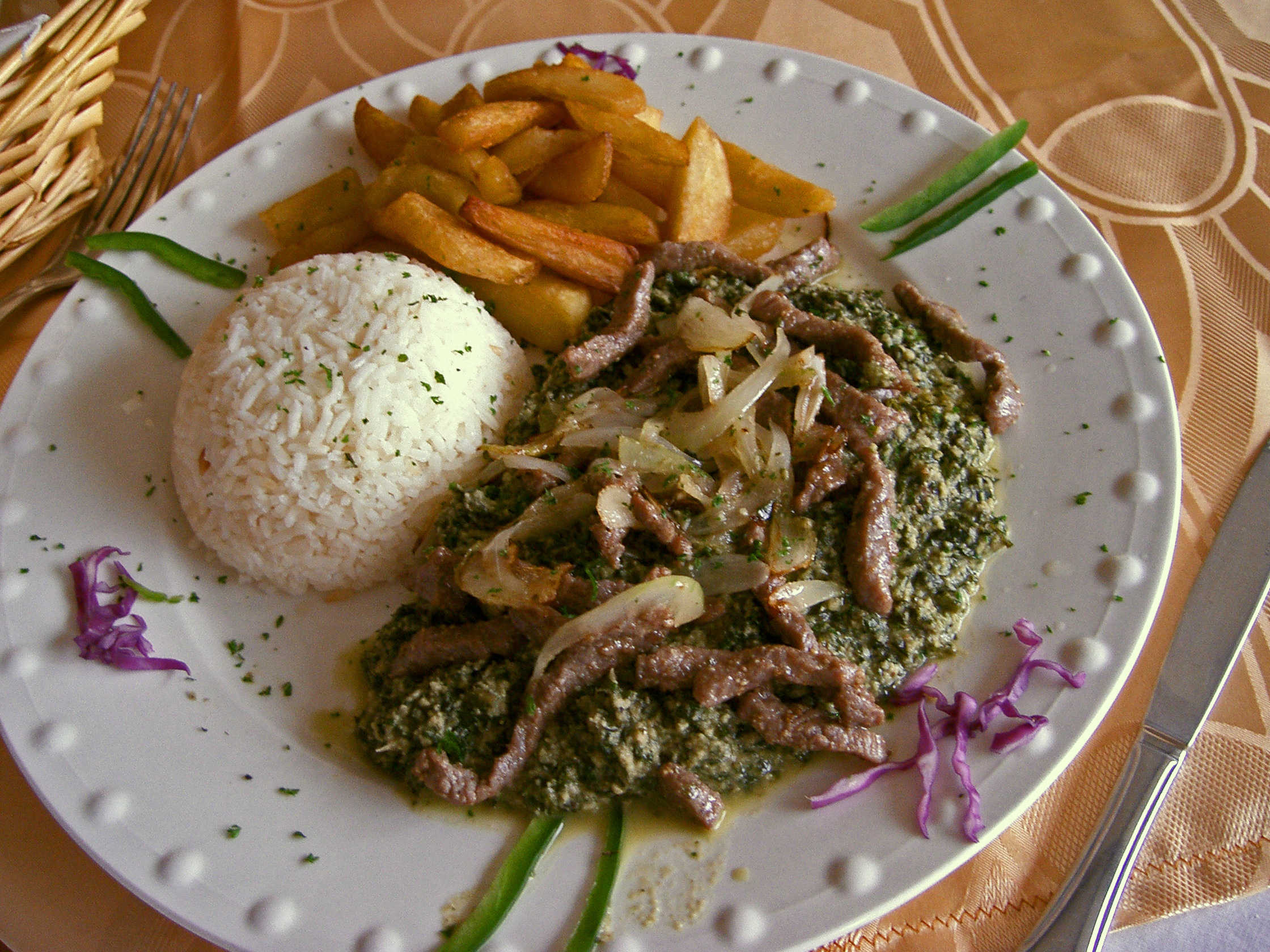
Plato con Ndolé.

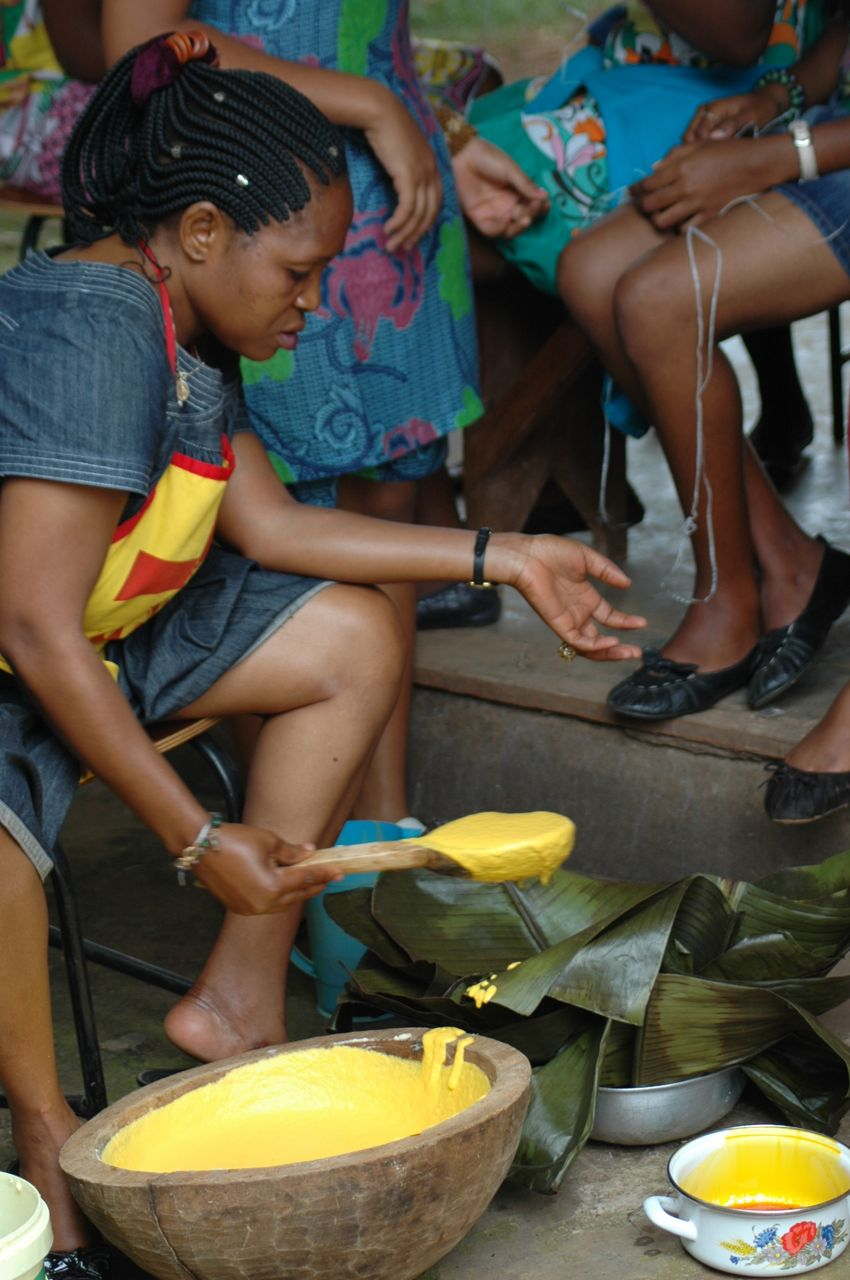
Preparación del coki

La Gastronomía de Camerún es una de las más variadas de África debido a que Camerún es un cruce de caminos entre el norte, el oeste y el centro del continente. Se encuentra influenciada por la cocina francesa debido a la época colonial.

## Ingredientes
Los alimentos básicos en Camerún incluye la mandioca, ñame, arroz, plátano, patata, maíz, judía y mijo. Los colonizadores franceses introdujeron el pan y los italianos la pasta, ambos productos son caros y es por esta razón por lo que no son ampliamente consumidos. El suelo dedicado a la agricultura es bastante fértil y esto da lugar al cultivo de numerosas verduras y frutas. Los más generales son los tomates, la vernonia, hojas de cassava, okras y berenjenas.
La principal fuente de proteínas en el país es el pescado, la volatería es muy cara y se reserva para las grandes ocasiones. Se suele ser habitual la caza menor y en concreto un animal denominado pangolin, así como el puercoespín y la rata gigante. Desafortunadamente existe mercado de especies exóticas que obliga a poner en peligro especies como el chimpancé y el gorila.

## Platos
El plato nacional del Camerún es el ndolé, un estofado que consiste en hojas amargas, nueces y pescado o carne de cabra.Entre los cameruneses existen las brochetas (generalmente de pollo, cordero o cabra), sangah (una mezcla de maíz, hojas de cassava) y ndolé (un estofado especiado de verduras marisco, carne de cerdo y pasta de cacahuete).